# Grūto parkas

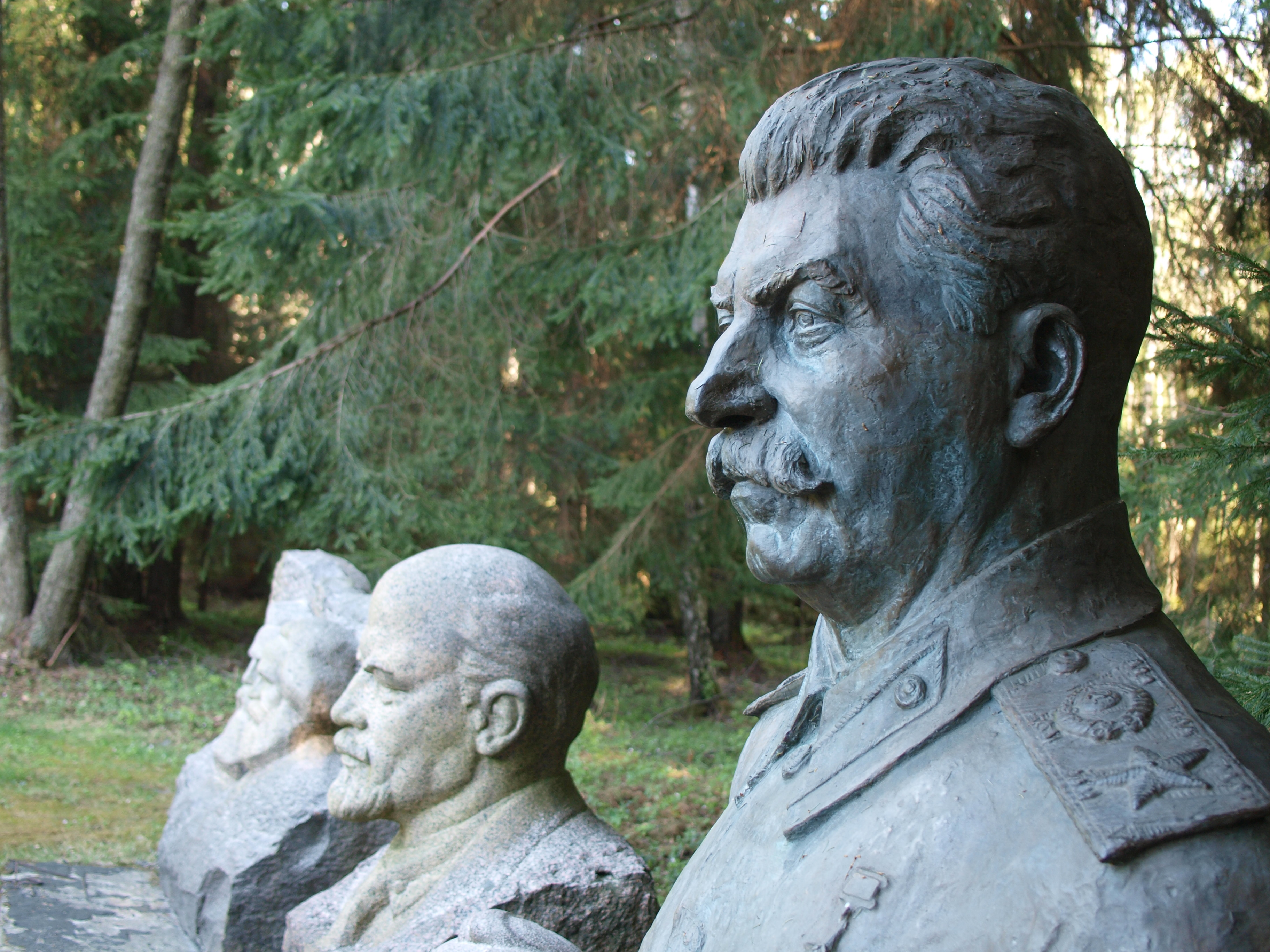
Bustos de Estaline, Lenine e Karl Marx, no Grūto parkas.

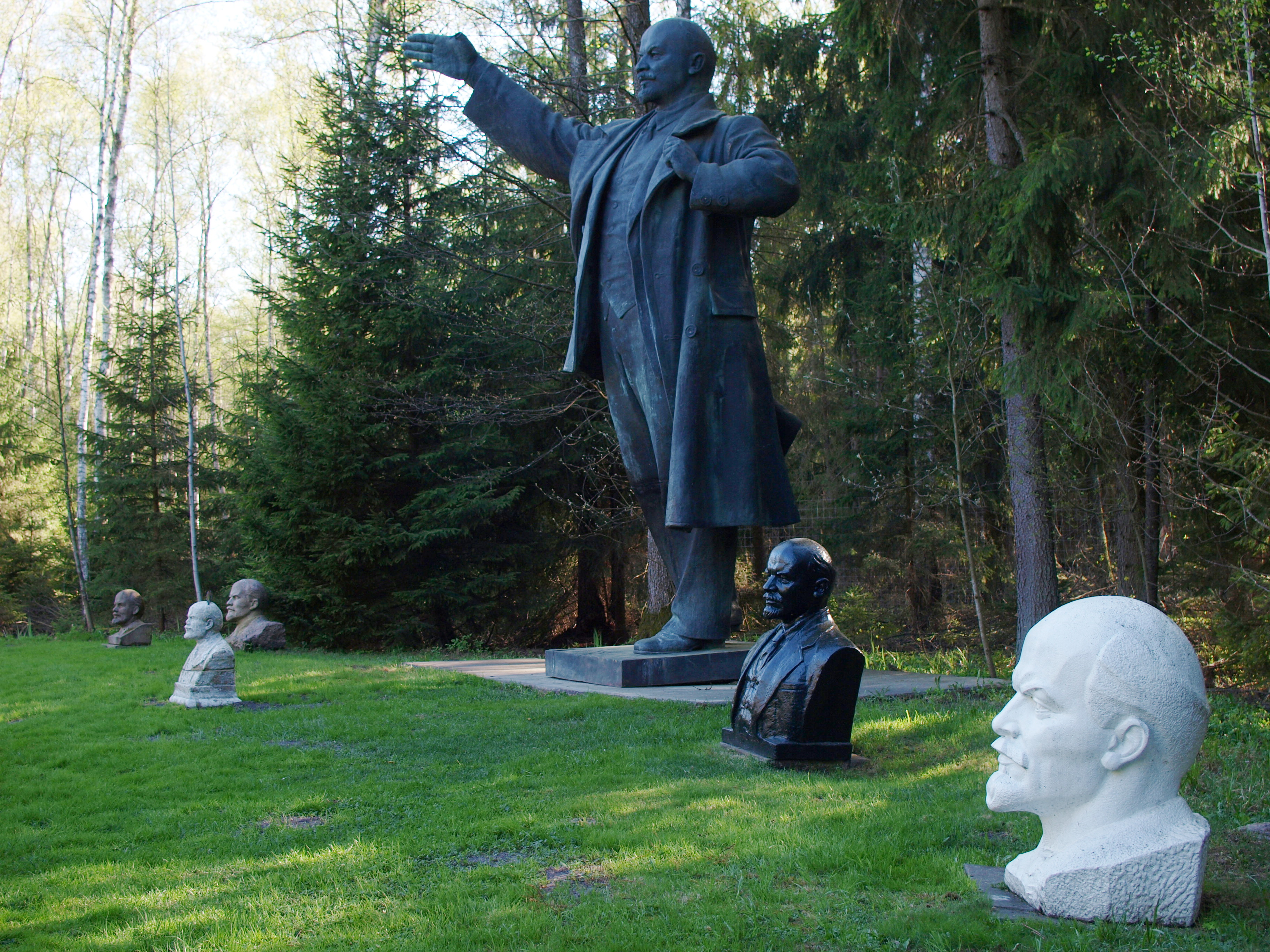
Bustos e estátua de Estaline, no Grūto parkas.

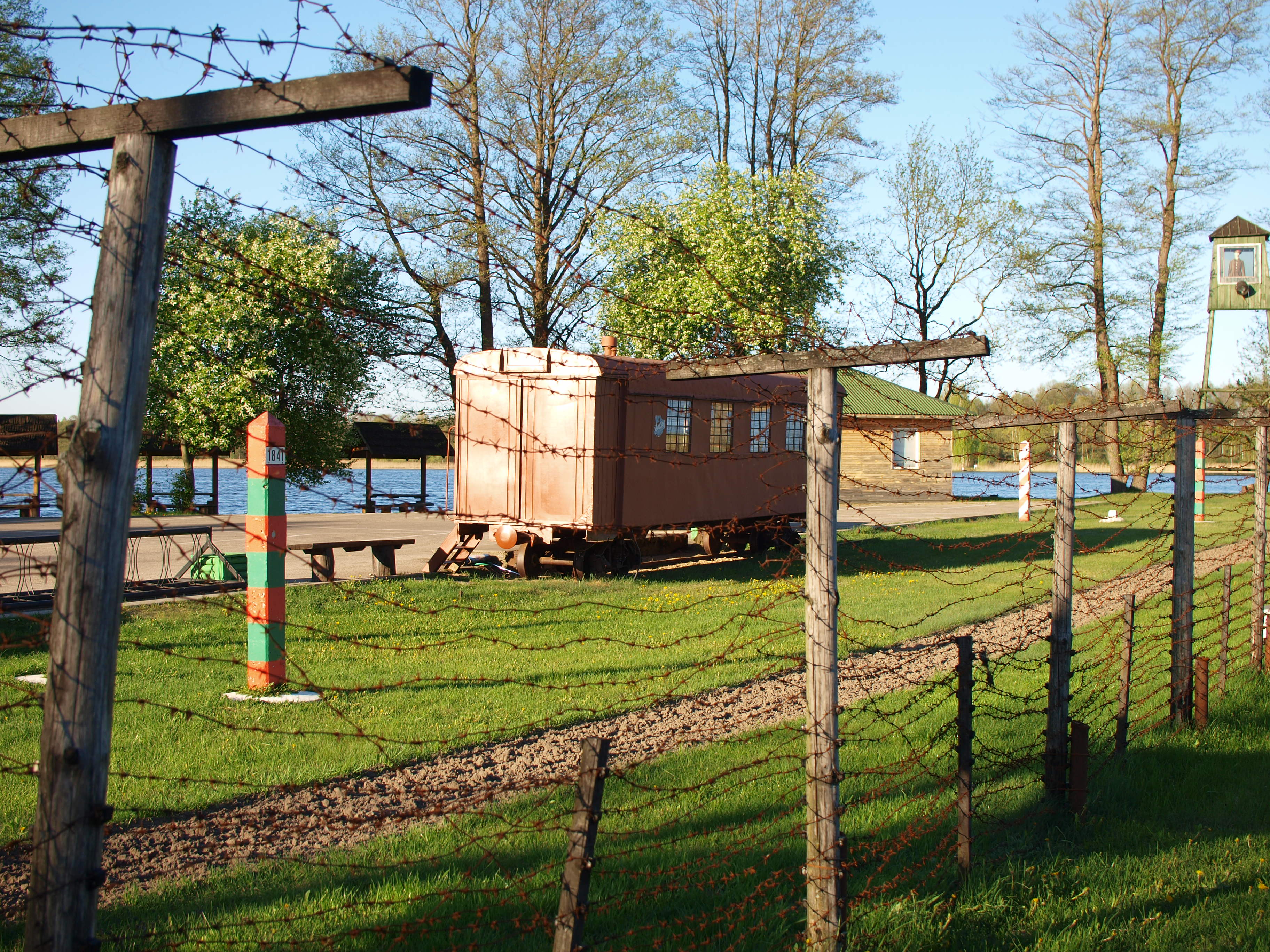
Arame farpado na entrada do Grūto parkas.

Grūto parkas (conhecido informalmente como o mundo de Estaline) é um parque de esculturas situado perto de Druskininkai, 130 km a sudoeste de Vílnius, na Lituânia. Nele se encontram expostas estátuas soviéticas, assim como outras relíquias do tempo em que a Lituânia integrava a União Soviética. Foi fundado em 2001 por Viliumas Malinauskas, um empreendedor lituano.

## História
Após a restauração da independência da Lituânia em 1990, inúmeras estátuas soviéticas foram derrubadas e abandonadas em locais diferentes. Viliumas Malinauskas solicitou às autoridades lituanas que lhe concedessem a posse das estátuas, para que pudesse levar a cabo a construção de um museu privado. O parque veio a ser criado no seio do parque nacional de Dzūkija, apresentando recriações de características dos gulagues soviéticos, tais como torres de vigia e arame farpado.
A sua criação enfrentou uma forte resistência e a sua existência ainda é controversa. Algumas das ideias iniciais para o parque acabaram por nunca ser permitidas. Algumas destas ideias incluíam transportar os visitantes em vagões semelhantes aos dos gulagues.
Em 2007, o parque foi colocado em tribunal pela agência lituana de direitos de autor, que alegava serem devidos pagamentos a 7 artistas lituanos criadores de algumas das estátuas.
O parque oferece ainda um mini-zoológico, cafés e lojas de recordações, todos ostentando relíquias da era soviética. Em ocasiões especiais, são recriados vários antigos festivais soviéticos.

## Exposição
A exposição, consistindo em 86 estátuas de 46 escultores diferentes, dispostas ao longo de 2 km, encontra-se organizada em zonas. Cada uma das estátuas representa um ativista soviético ou socialista, sendo muitos deles lituanos. 
A zona totalitarista apresenta esculturas dos principais pensadores e líderes comunistas, incluindo Lenine, Estaline e Karl Marx. 
A zona do terror é dedicada a esculturas dos fundadores do Partido Comunista da Lituânia (Zigmas Aleksa-Angarietis, Vincas Mickevičius-Kapsukas) e oficiais do Exército Vermelho (Feliksas Baltušis-Žemaitis, Ieronim Uborevich).
A zona soviética inclui esculturas dos quatro líderes dos comunistas lituanos que foram executados no rescaldo do golpe de estado lituano de 1926 e de ativistas da guerra lituano-soviética de 1918–1919.
A zona vermelha é dedicada aos membros das milícias pró-soviéticas, incluindo Marytė Melnikaitė. As zonas da ocupação e da morte mostram o lado monstruoso do regime soviético, incluindo as deportações em massa e a eliminação das milícias lituanas anti-soviéticas.